# Natalija Iwanowna Swerewa

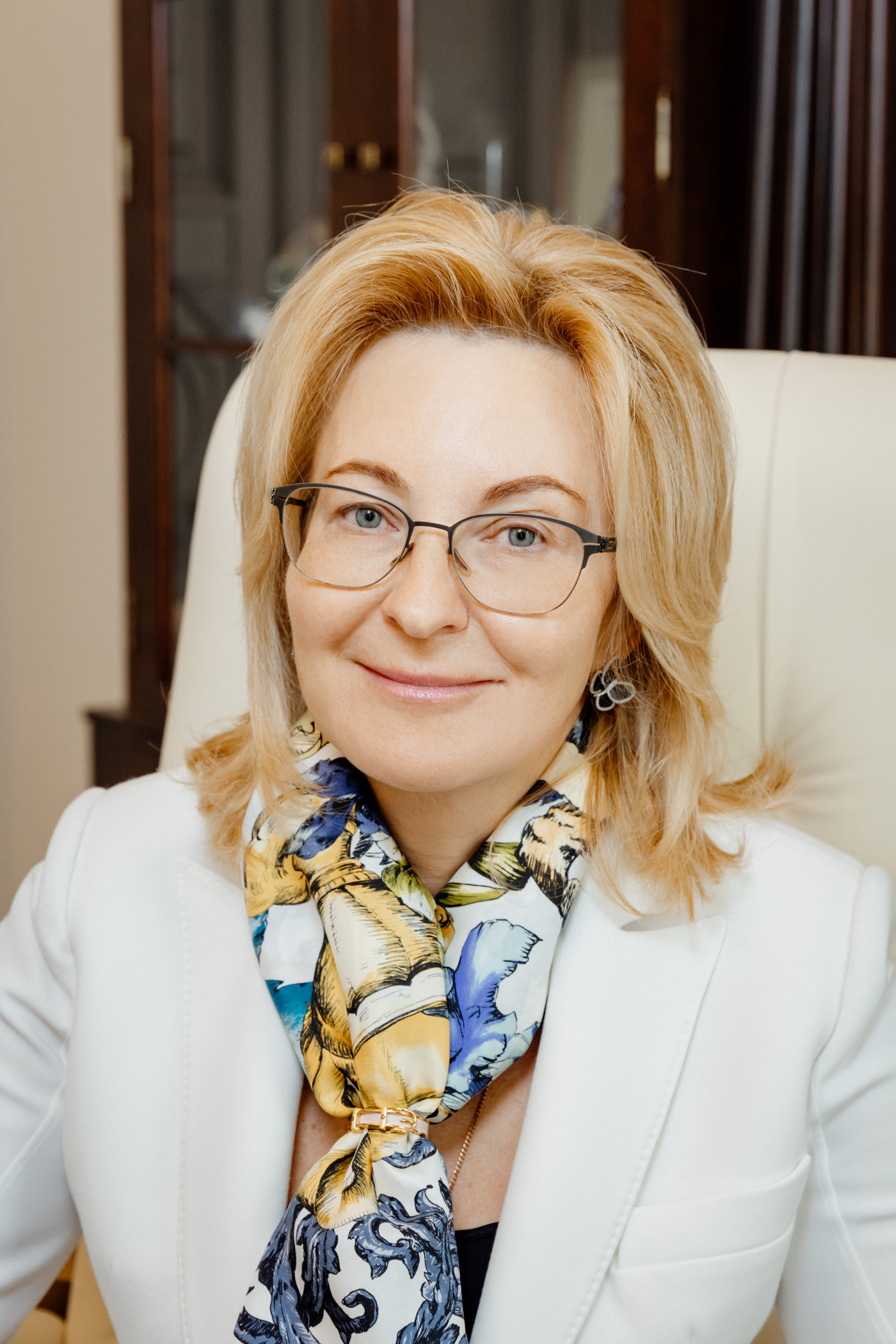
Natalija Iwanowna Swerewa (2022)

Natalija Iwanowna Swerewa (russisch Наталия Ивановна Зверева; * 12. Juni 1970 in Moskau) ist eine sowjetische bzw. russische Ökonomin und Unternehmerin.

## Leben
Swerewa studierte am Moskauer Institut für Angewandte Biotechnologie mit Abschluss 1992 als Ökonomin und an der Russischen Plechanow-Wirtschaftsuniversität mit Abschluss 1997.
Seit 1990 arbeitete Swerewa in einem Moskauer Elevator-Werk als Buchhalterin bis 1993. Sie wechselte darauf in das Unternehmen Nikoil für Ölfeldbohrungen als Hauptbuchhalterin, um 1996 Direktorin der Abteilung für Ökonomie und Finanzen zu werden, die ab 1998 zur Nikoil-Bankengruppe gehörte.
Von 2005 bis 2007 war Swerewa in der Bank Uralsib Beraterin des Geschäftsführungsvorsitzenden und Leiterin des Beratungsdiensts für Investitionsrisiken der Geschäftsführung.
Seit 2007 ist Swerewa Direktorin der von Wagit Alekperow 2007 gegründeten Stiftung Nasche buduschtscheje (Unsere Zukunft) in Moskau für regionale Sozialprogramme. Die Stiftung ist eine der ersten privaten Stiftungen in Russland, die Behinderten, kinderreichen Familien und Jugendlichen aus Waisenhäusern bei Existenzgründungen hilft. Als Expertin beteiligt sie sich an der Arbeit vieler entsprechender Organisationen. Im Oktober 2013 nahm sie an einem Treffen von Unternehmern mit Ministerpräsident Dmitri Medwedew und Ministern seines Kabinetts teil. Ihr Lehrbuch über das Gründen eines erfolgreichen Sozialunternehmens erschien 2015. Am 5. März 2019 nahm sie an der Anhörung zum Gesetz für soziales Unternehmertum teil, das am selben Tag von der Staatsduma in 1. Lesung angenommen wurde und im Juli 2019 in Kraft trat. Am 25. November 2020 nahm sie an der Sitzung des Rats zur Entwicklung sozialer Initiativen beim Föderationsrat teil und schlug in ihrem Bericht zur Entwicklung der Infrastruktur staatliche Unterstützungsmaßnahmen für entsprechende Unternehmen vor. Ihre bei Sergei Falko angefertigte Dissertation über Einrichtungen zur Entwicklung des sozialen Unternehmertums verteidigte sie 2021 an der Staatlichen Technischen Universität Moskau mit Erfolg für die Promotion zur Kandidatin der ökonomischen Wissenschaften.
Seit 2002 ist Swerewa Mitglied des Kuratoriums des Staatlichen Museums für Orientalische Kunst.

## Ehrungen, Preise
- Dank des Bürgermeisters Moskaus[10]
- Medaille des Heiligen Fürsten Daniel von Moskau der Russisch-Orthodoxen Kirche (2008)[2]
- Diplom der Handels- und Industriekammer der Russischen Föderation (2016)[11]